# جون مارشال (فارس)
جون مارشال (بالإنجليزية: John Marshall)‏ هو فارس أسترالي، ولد في عقد 1950، وتوفي في 23 ديسمبر 2018.